# Pravdiniana mira
Pravdiniana mira är en insektsart som beskrevs av Sergeev och Pokivajlov 1992. Pravdiniana mira ingår i släktet Pravdiniana och familjen vårtbitare. Inga underarter finns listade i Catalogue of Life.